# Nephrotoma fulvomedia
Nephrotoma fulvomedia là một loài ruồi trong họ Ruồi hạc (Tipulidae). Chúng phân bố ở vùng nhiệt đới châu Phi.